# 兹比格涅夫·雅雷姆斯基
兹比格涅夫·雅雷姆斯基（波蘭語：Zbigniew Jaremski，1949年6月19日—2011年1月3日），波兰男子田径运动员。他曾代表波兰参加1972年和1976年夏季奥林匹克运动会田径比赛，其中1976年奥运会获得一枚银牌。